# Olaszország alkotmánya
Olaszország alkotmánya (olaszul Costituzione della Repubblica italiana) jogszabály, amelyet 1947. december 22-én fogadott el az Alkotmányozó Gyűlés 453 szavazattal 62 ellenében. Szövege 1947. december 27-én jelent meg a Gazzetta Ufficiale (hivatalos közlöny) 298-as számában. Azóta tizenháromszor módosították.
Az Alkotmányozó Gyűlést az 1946. június 2-án tartott általános választásokkal hozta létre az olasz nép. Egyidejűleg népszavazást is tartottak, amely a monarchia megszüntetéséről döntött.
Az alkotmány 1948. január 1-jén lépett érvénybe, száz évvel elődje, az Alberti Alkotmány elfogadása után. A régi alkotmány Benito Mussolini római menetelése (1922) után veszítette el tekintélyét.

## Háttér
Az Alkotmányozó Gyűlésen belül három csoport volt a legerősebb: a kereszténydemokraták, a liberálisok és a baloldaliak. Mind a három csoport erősen antifasiszta elveket vallott, így autoriter alkotmányról szó sem lehetett. Mindhárom csoport előretekintett a következő választásokra és arra törekedett, hogy alapértékeiből minél több bekerüljön az alkotmányba. Ennek az lett a következménye, hogy a szöveg egyes részei - például a házasságra és a családra utaló passzusok - a természettörvény római katolikus értelmezését látszanak tükrözni, mások - például a munkások jogairól - viszont a szocialista-kommunista gondolkodásra rímelnek. Minderre alkotmányozó kompromisszumként utaltak vissza később a három ideológiát képviselő három pártot pedig "alkotmányozó ív" (olasz arco costituzionale) néven emlegették, mivel a parlament jelentős részét adták.

## Tartalma

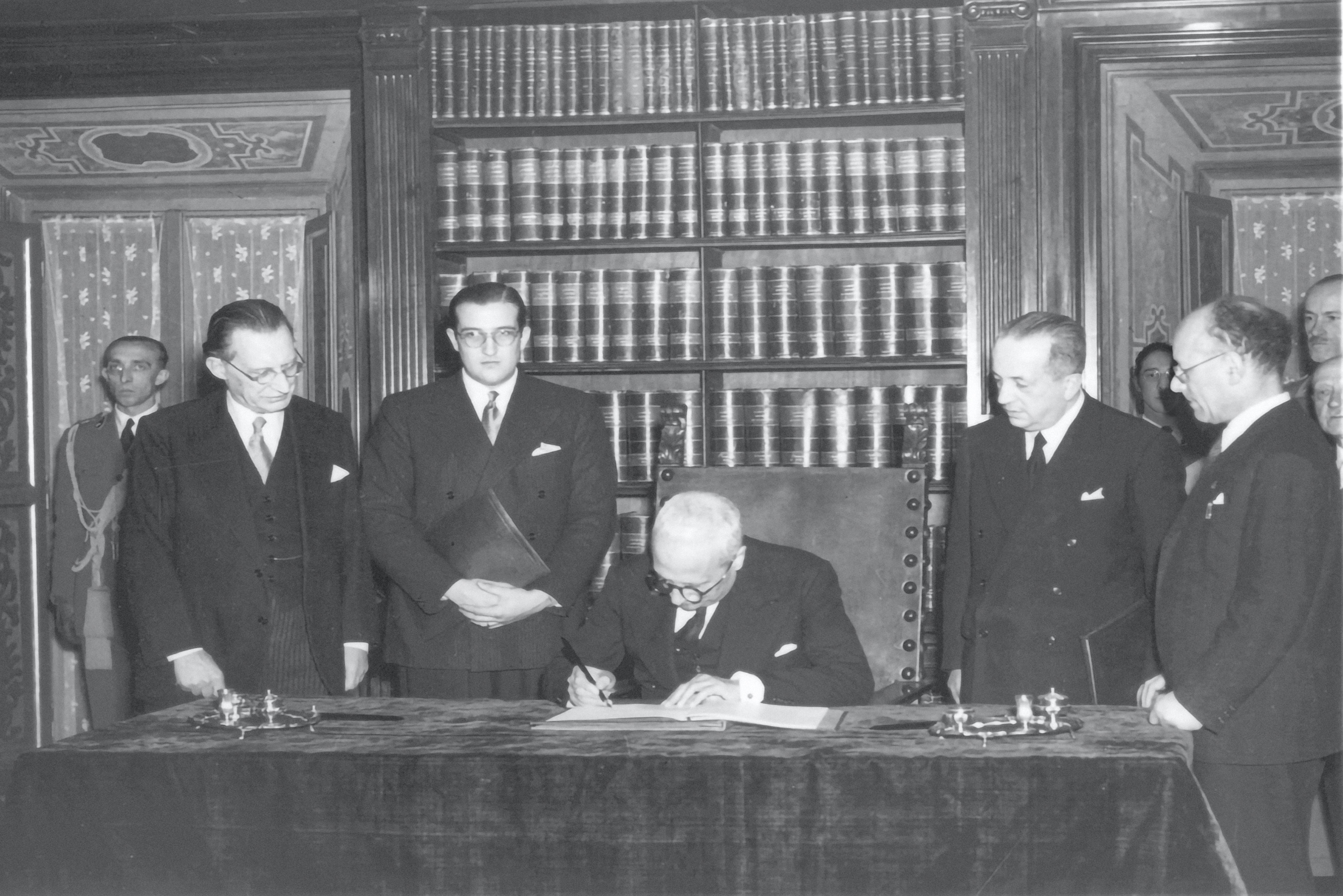
Az ideiglenes államfő, Enrico De Nicola aláírja az alkotmányt.

Az alkotmány 139 cikkelyből állt (ebből négyet később töröltek) és három fő részre osztották:
- Principi Fondamentali, az Alapelvek (1-22. cikkelyek).
- Első Rész, Diritti e Doveri dei Cittadini, vagyis az Állampolgárok Jogai és Kötelességei(13-54. cikkelyek)
- Második Rész, Ordinamento della Repubblica, azaz a Köztársaság Szervezete (55-139. cikkelyek)

Az alkotmány 18 átmeneti- és zárórendelkezéssel végződik (Disposizioni transitorie e finali).
A 13-28-as cikkelyek a precedensjogra (common law) épülő rendszerek alapjogi szabályainak olasz megfelelője. A hatalom a végrehajtók, a törvényhozók és az igazságszolgáltatás közt oszlik meg és az olasz alkotmány a hatalmi ágak kiegyensúlyozását és együttműködését szabályozza, semmint hogy szigorú szétválasztásukra törekedne.
A 8-as cikk valamennyi vallás törvény előtti egyenlőségéről rendelkezik, a 7-es azonban elismeri a római katolikus egyháznak az 1929-es lateráni szerződéssel juttatott speciális státuszt. Ezen a státuszon egy 1984-es új megállapodás az egyház és az állam közt módsoított.
Az alkotmány megtiltotta az uralkodócsalád, a Savoyai-ház férfi tagjainak, hogy a köztársaság területére lépjenek, ezt a szabályt azonban 2002-ben visszavonták.
Az alkotmány általános elveket szögez le, amelyek közvetlenül nem alkalmazhatók. Mint sok alkotmányhoz hasonlóan csak néhány olyan szakasza van, amelyek önmagukban értelmezhetőek és legnagyobb része csak részletező egyéb értelmező jogszabályokon keresztül alkalmazható. Ezek létrehozása évtizedekbe telt és máig nem fejeződött be.